# 法兰克-史达林机制

心功能曲線
此为Frank–Starling机制图示，Y轴代表每搏输出量、做功量或心输出量。
X轴表示舒张末期容积、右心房压力及肺毛细血管压。

法蘭克－史達林機制（英語：Frank–Starling mechanisms），是心脏的一种代偿机制。指的是心脏的每搏输出量在所有其他因素保持不变的情况下，会随着心脏前负荷（心肌在收缩前所承受的负荷）的增加而增加。在一定的限度内，增加心脏的前负荷，回心血量增多，心脏内血液总体积充盈（舒张末期结束后的容积增加），从而导致心脏输出量增加。每搏输出量的增加也可导致心肌在运动过程中做更大幅度的收缩，从而提高心脏做功量，与舒张末期容积无关。Frank–Starling机制对心脏每搏输出量在较低的水平时可显著提高其收缩水平以及对每搏输出量的影响。
这使得心输出量与静脉回流、动脉血液供血、体液保持一个同步水平而不需要借助外部的调节。

## 生理学
当心脏比平时更充盈的时候，心脏收缩力增加。这是每个肌纤维感知负荷增加的结果，由于额外的血液负荷进入心脏，通过增加肌原纤维对钙敏感性导致肌肉纤维的拉伸，从而心肌收缩，肌纤维内更多数量的肌动蛋白 - 肌球蛋白横桥形成，任意单个心肌纤维产生的力正比于初始肌节的长度（称为预压），并且随着左，右心室的舒张末期容积的增加导致单根纤维的拉伸。

## 临床实例
- 血液容量增加会引起指定的曲线移位到右侧，从而增加左心室的舒张末期容积（x轴），并且因此也增加了每搏输出量（y轴）（因为该线曲线向上）。

在这种情况下，可以很显著的观察到室性早搏。室性早搏引起左心室（LV）血液在早期便汇入主动脉。由于下一次的心室收缩是有规律的收缩，所以在心室灌流时间内流向左心室的血液增加，导致左心室的舒张末期容积增加。根据Frank–Starling法则，接下来心脏的收缩将会更加有力，射出的血液量比平时都要多，从而使左心室的舒张末期容积回到正常水平。
例如，在血管收缩收缩期间的舒张末期容积（EDV）会由于TPR (总外周阻力）的增加而增加。而舒张末期容积的增加会导致心肌细胞的收缩将更加有力，进而导致心脏收缩更加有力。心输出量的增加符合Frank–Starling曲线图。（以上说明为健康人的心肌。在心力衰竭的人身上，心肌扩张幅度加大，然而心脏泵血能力减弱，根据Laplace's定律）在心力衰竭的病人身上可以听到第三心音。
- 相比较而言，心包积液将导致坐标沿左侧位移，从而减少每搏输出量。

## 历史
该机制最早被Otto Frank以及恩斯特·斯他林2位科学家所描述，并用他们2人的名字来命名。
事实上，该法则最先由意大利生理学家Dario Maestrini在1914年12月13日制定，并命名为“legge del cuore”。